# 2002 XH91
2002 XH91, também escrito como 2002 XH91, é um objeto transnetuniano que está localizado no cinturão de Kuiper, uma região do Sistema Solar. Ele é classificado como um cubewano. O mesmo possui uma magnitude absoluta de 5,5 e tem um diâmetro estimado com cerca de 298 km. O astrônomo Mike Brown lista este corpo celeste em sua página na internet como um candidato a possível planeta anão. Este corpo celeste é um sistema binário, o outro componente, o S/2009 (2002 XH91) 1, possui um diâmetro estimado em cerca de 185 km.

## Descoberta
2002 VT130 foi descoberto no dia 4 de dezembro de 2002 pelo astrônomo Marc W. Buie.

## Órbita
A órbita de 2002 XH91 tem uma excentricidade de 0,086 e possui um semieixo maior de 44,132 UA. O seu periélio leva o mesmo a uma distância de 40,485 UA em relação ao Sol e seu afélio a 47,916 UA.